# 제8회 홍콩 영화 금상장
제8회 홍콩 영화 금상장은 1989년 4월 9일에 열린 시상식이다.

## 수상 및 후보

### 작품상
- 연지구 - 관금붕 수상
- 열혈남아 - 왕가위
- 동당 - 유국창
- 칠소복 - 나계예
- 계동압강 - 고지삼

### 감독상
- 연지구 - 관금붕 수상
- 열혈남아 - 왕가위
- 최후태감 - 장지량
- 동당 - 유국창
- 칠소복 - 나계예

### 각본상
- 삼인세계 - Wan-Fung Yiu 외 수상
- 칠소복 - 장완정
- 최후태감 - 방령정
- 아애태공인 - 방령정
- 연지구 - 구대안평 외

### 남우주연상
- 칠소복 - 홍금보 수상
- 최후태감 - 막소총
- 계동압강 - 허관문
- 연지구 - 장국영
- 열혈남아 - 유덕화

### 여우주연상
- 연지구 - 매염방 수상
- 열혈남아 - 장만옥
- 아애태공인 - 엽자미
- 삼인세계 - 정유령
- 계속도무 - 무건인

### 남우조연상
- 열혈남아 - 장학우 수상
- 최후태감 - 우마
- 벽력선봉 - 주성치
- 아애태공인 - 증지위
- 열혈남아 - 만자량

### 여우조연상
- 학교풍운 - 이려예 수상
- 아요도망 - 금연령
- 법중정 - 유미군
- 아애태공인 - 무건인

### 신인상
- 금야성광찬란 - 오대유 수상
- 땡큐 마담 - 오군여
- 동당 - Ricky Ho
- 벽력선봉 - 주성치
- 삼인세계 - 주혜민

### 촬영상
- 칠소복 - 종지문 수상
- 열혈남아 - 유위강
- 여인 소동 - 황중표
- 연지구 - 황중표

### 편집상
- 연지구 - 장요종 수상
- 칠소복 - 광지량 외
- 열혈남아 - 장피득
- 동당 - 유국창

### 미술상
- 열혈남아 - 장숙평 수상
- 칠소복 - Yank Wong
- 금야성광찬란 - Yank Wong
- 연지구 - Kwong Wing Ma

### 무술감독상
- 폴리스 스토리 2 - 구룡의 눈 - 성가반 수상
- 비룡맹장 - 홍가반 외
- 대호출격 - 유가반

### 영화음악상
- 연지구 - 여소전 수상
- 칠소복 - Lowell Lo
- 여인 소동 - Wing-fai Law
- 삼인세계 - Ting Yat Chung
- 열혈남아 - Ting Yat Chung

### 주제가상
- 연지구 - 매염방 수상
- 대장부일기
- 금야성광찬란
- 여인 소동